# Eurytoma jaltica
Eurytoma jaltica är en stekelart som beskrevs av Zerova 1994. Eurytoma jaltica ingår i släktet Eurytoma och familjen kragglanssteklar.
Artens utbredningsområde är Ukraina. Inga underarter finns listade i Catalogue of Life.